# Maria Theresia (Film)
Maria Theresia ist ein österreichischer Historienfilm aus dem Jahr 1951 mit Paula Wessely in der Hauptrolle unter der Regie von Emil E. Reinert. Alternativtitel: Maria Theresia – Eine Frau trägt die Krone.

## Handlung
Im Jahr 1762 wird die Kaiserin Maria Theresia durch einen Brandbrief von der Front vor die Frage gestellt, wie im Krieg gegen Preußen weiter zu verfahren sei. Sie entscheidet sich für eine Beendigung des Krieges und den Frieden, auch wenn es ihr schwerfällt, sich auf ihre Staatsgeschäfte zu konzentrieren. Sie hat private Sorgen, so vermutet sie ihren Gemahl Kaiser Franz I. Stephan mal wieder bei seiner Geliebten, der Gräfin Aliano. Die Nacht verbringt Maria Theresia allein. Am nächsten Morgen bringt ihr ihr Sohn ein Medaillon, das der Vater verloren hat. Das Bildnis in dem Schmuckstück zeigt Gräfin Aliano.
Maria Theresia zieht sich in den unbewohnten Teil der Hofburg zurück und verliert sich in Erinnerungen. Auf einem Maskenball in Schloss Schönbrunn hatte sie die schöne Gräfin Aliano kennengelernt und sie kurz darauf zu ihrer jüngsten Hofdame gemacht. Als sie ein Verhältnis zwischen der Gräfin und dem Kaiser vermutete, verheiratete sie sie mit Fürst Trautperg, der wenig später bei einer Jagd tödlich verunglückte. Maria Theresia bekam ein schlechtes Gewissen und gab der verwitweten Gräfin Aliano daher zu verstehen, dass sie jederzeit gern am Hof gesehen sei.
Als in der Hofburg eine geheime Depesche für die Kaiserin eingeht, sucht Graf Kaunitz vergeblich nach ihr. Der Kaiser hielt sich in der Nacht nicht bei der Gräfin, sondern am Spieltisch auf. Er erfährt, dass seine Frau unauffindbar sei und entdeckt auf ihrem Schreibtisch das Medaillon mit dem Bildnis der Gräfin. Seine Suche führt ihn in den unbewohnten Teil der Hofburg, wo er auf Maria Theresia trifft. Beide sprechen sich aus und erkennen, dass sie sich nach wie vor lieben. Gemeinsam kehren sie in den offiziellen Teil der Burg zurück. Maria Theresia öffnet die geheime Botschaft – es ist die Nachricht, dass der Krieg mit Preußen offiziell beendet ist und nun Frieden herrscht.

## Produktion und Hintergrund
Paula Wessely produzierte mit ihrer eigenen Produktionsfirma Paula Wessely Film Produktion GmbH den Film selbst, der Mitinhaber Otto Dürer übernahm die Produktionsleitung. Wessely übernahm in ihren Produktionen meist auch selbst die Hauptrolle. Die Filmbauten entwarf Werner Schlichting, die Kostüme stammten aus der Hand Gerdagos. Gedreht wurde im Schloss Schönbrunn, der Hofburg, Schloss Hetzendorf und in den Studios der Wien-Film. Aus Kostengründen wurde der Film in schwarz-weiß gedreht, die Produktionskosten lagen dennoch bei rund 5 Millionen Schilling.
Der Film lief in der Bundesrepublik Deutschland am 18. Dezember 1951 und in Österreich am 19. Dezember 1951 an. In Frankreich war die Premiere des Films am 25. Mai 1954. Der französische Titel lautete: L’impératrice Marie-Thérèse. In Australien, Belgien und Kanada lief der Film unter dem englischen Titel: Empress Marie Therese.

### Historischer Bezug
Maria Theresia (1717–1780) musste unmittelbar nach Antritt ihrer Herrschaft den Österreichischen Erbfolgekrieg (1740–1748) bestehen. Der Konflikt wuchs sich zu einem weltumspannenden Krieg aus. 1756 begann der Siebenjährige Krieg, der 1763 mit dem Frieden von Hubertusburg endete. Zwar büßte sie Schlesien an Preußen ein, konnte aber alle weiteren Habsburger Besitzungen wahren. „Lieber ein mittelmäßiger Frieden als ein glorreicher Krieg“, soll die Kaiserin beim Unterzeichnen des Friedensvertrages gesagt haben.
Ohne eigene Hausmacht und ohne nennenswerte militärische oder politische Begabung widmete sich Maria Theresias Gatte Franz I. Stephan (1708–1765) vor allem der finanziellen Absicherung der kaiserlichen Familie – womit er sehr erfolgreich war; die Regierungsgeschäfte führte seine Frau allein. Das Paar verband eine tiefe Zuneigung, auch weil sie sich bereits vor der Ehe schätzten. Die Ehe war durchaus glücklich, obwohl Franz Stephan verschiedene Affären hatte. Die beiden hatten 16 gemeinsame Kinder.

## Kritik
„In echter k. u. k.-Baupracht, in den Sälen der Hofburg und in Schönbrunn, ergeht sich Paula Wessely zwischen Regentenpflichten und Ehekummer mit ihrem Franzl mal pathetisch majestätisch, mal liab weanerisch. Die Dialoge sind streckenweise aus den erhaltenen Dokumenten übernommen. Die Kaiserin und ihre Umgebung sprechen, als ob ihr Mundwerk ebenso einkorsettiert sei wie ihr Oberkörper. Der Film bleibt zwischen historischer Rückblende und verniedlichter Rokoko-Idylle stecken. Aber Schlösser, Kostüme und eine ausgezeichnete Photographie versöhnen.“

„Der nostalgisch angehauchte Film bemüht sich, das historische Milieu zu treffen, doch Gemüt und Worte triumphieren über die Dramatik der Geschichte.“